# Kai Falke
Kai Falke ist eine Comicserie um einen Fußballprofi, die ab 1974 von dem Belgier Raymond Reding und Francoise Hugues gestaltet wurde.

## Inhalt
Kai Falke ist Starspieler beim FC Barcelona. Er ist auf dem Spielfeld erfolgreich, erlebt aber auch abseits rasante Abenteuer. Er kümmert sich in seiner Freizeit um den Spielernachwuchs, besonders den Jungen Pablito.

## Veröffentlichung
Die Serie wurde 1974 für das deutsche Magazin Zack anlässlich der Fußball-Weltmeisterschaft 1974 in Deutschland entwickelt. Eine niederländische Ausgabe der ersten Geschichte erschien als Album unter dem Titel Max Falk. In den Jahren 1980 und 1981 erschienen  vier Alben beim Koralle-Verlag.
1979 wurde die Serie mit etwas überarbeitetem Konzept wieder aufgenommen. Die holländische Ausgabe erschien nun unter dem Titel Ronnie Hansen. In Frankreich erschien die Serie als Eric Castel (der Protagonist war hier Franzose) in dem kurzlebigen Magazin Super As, als Alben-Serie zunächst beim Verlag Fleurus, Band 4 und 5 bei Hachette, danach bei Novedi, der abschließende Band 16 bei Dupuis.
Ab 2008 erschien eine komplette Edition in 16 Bänden auf Deutsch bei Salleck Publications, neu übersetzt von Eckart Schott.

## Deutsche Ausgaben
- 1 – Kai und die Pablitos (2008), original Eric et les Pablitos (Fleurus, 1979)
- 2 – Das Rückspiel (2008), original Match retour! (Fleurus, 1979)
- 3 – Ein harter Schlag (2009), original Coup dur! (Fleurus, 1980)
- 4 – Der Torjäger (2009), original Droit au but! (Hachette, 1981)
- 5 – Der Mann von der Tribüne F (2009), original L'homme de la tribune F (Hachette, 1981)
- 6 – Pablitos Geheimnis (2009), original Le secret de Pablito (Novedi, 1982)
- 7 – Die Nacht von Tibidabo (2010), original La nuit de Tibidabo (Novedi, 1983)
- 8 – Eine wichtige Entscheidung (2010), original La grande décision (Novedi, 1984)
- 9 – Die ersten fünf Minuten (2010), original Les cinq premières minutes (Novedi, 1984)
- 10 – Eine gefährliche Wette (2011), original Pari gagné (Novedi, 1985)
- 11 – Der Plan des Argentiniers (2011), original Le plan de l'Argentin (Novedi, 1986)
- 12 – Das Haus des Kormorans (2011), original La maison du cormoran (Novedi, 1987)
- 13 – Verschollen in der Wüste (2011), original Du côté de l'Alfa (Novedi, 1989)
- 14 – Das fünfte Tor für Lille (2012), original Cinquième but pour Lille! (Novedi, 1990)
- 15 – Der geflügelte Spion (2012), original Le message du Maltais (Dupuis, 1992)
- 0 – Das grosse Talent (2016)